# 劉俊峰
蜆仔（1973年11月5日—），本名劉俊峰，台灣男演員。

## 師徒關係
師父：
- 藝人許效舜。

## 簡介
蜆仔於華岡藝校畢業後，先到三立電視台當幕後工作人員，一次偶然的機會裡，需要一位暖場麵包仔，從此便開啟了演藝之路。
到目前為止蜆仔主持過上千場活動，2006年在北京發展，2011年已返台。

## 主持經歷
- 1999 超級電視台<Y人類>
- 2001 電視台<新人幫>, 中視<我猜我猜我猜猜猜>外景主持
- 2002 V6台灣演唱會主持, WINDS台灣歌友會主持, LEAD台灣歌友會主持
- 2003 東風衛視<娛樂>節目外景主持
- 2004 東風衛視<過年好好玩>外景主持
- 2005 東風衛視 金曲獎巡迴演場會, 台中縣跨年演唱會, 偶像劇<格鬥天王><王子變青蛙>慶功主持, 台北國際眼鏡大展
- 2006 上海東方音樂台<粉墨星登場>, 河北衛視<綜藝黃金檔>, 安徽衛視<超級大贏家>, 安徽衛視<周日我最大>, 杭州電視台<今朝看我的>

華娛衛視<石頭剪子布>, 東方衛視<超級模特兒>, 新浪製作<幸運大贏家>, 台灣雅芳年終晚會主持
- 2007 北京電視台<唱響奧運>, 安徽衛視<”瑋小寶”選角>直播晚會主持, 台灣啤酒演唱會, 十六屆金曲獎頒獎晚會主持, 搜狐網絡歌會主持

光線傳媒明星記者會, 安徽衛視輝煌星歌會, 班尼路攜手可口可樂服飾及阿童木發布會主持
- 2008 湖北衛視<怪怪咚叮咚>, 重慶衛視<明星大考場>
- 2009 銀子彈啤酒動力火車內地巡迴演唱會, 唐獅和谷歌蕭敬騰北京.上海歌友會, 安徽衛視獨播劇匯源檸檬me全國推廣會,

安徽衛視<幸福一定強>新聞發布會,中國移動無限音樂俱樂部湖北范瑋琪
- 2010 張棟樑<沉默瞬間>北京記者會
- 2011 貢寮海洋音樂祭-開幕日首場, 炎亞綸-北京一觸即發音樂會
- 2012 衛視中文台<瘋神無雙>演出, 台南馬沙溝音樂會活動
- 2013 屏東黑鮪魚季
- 2013 ＪＪ林距離成立大會開學典禮
- 2014 香港北京台北國際旅展
- 2014 常春藤校園迎新送舊
- 2014 台韓觀光交流公益明星棒球賽
- 2014 第五屆全國電音三太子邀請大舞會
- 2014 MISS SOFI 耀眼重生記者會
- 2014 歡慶20愛不休止 台北市脊髓損傷者協會表揚大會
- 2014 愛蘭陽聯勤盃公益明星賽
- 2014 全民祈福天佑台灣 高雄再起 公益活動 賑災募款晚會
- 2014 New Jack 耳機新品發表活動
- 2014 國民體育日 明星公益棒球賽
- 2014 中華民國工商建設研究會 聯合交接晚會
- 2014 台灣國際豬腳節水漾樂活
- 2014 49屆電視金鐘獎 新聞中心主持
- 2014 台灣觀光親善大使 陽岱鋼球迷見面會
- 2014～2016 大溪豆干節
- 2015 新竹市迎接跨年晚會
- 2015 高山跨年迎節曙光 清境星空電音派對
- 2015 創意方程式APP發佈記者會
- 2015 Dr. Douxi 尾牙
- 2015 TYC創新起飛喜洋洋尾牙
- 2015 林俊傑零距離慶生會
- 2015 台北旅展
- 2015 華山基金會愛老人公益棒球賽主持
- 2015 大溪文藝季
- 2015 筷子兄弟新聞發佈會
- 2015 桃園市夏戀音樂饗宴
- 2015 RC直播同學見面會
- 2015 月亮心天使情 大手牽小手公益健行活動
- 2015 桃園市重陽敬老鑽石婚表揚大會
- 2015 台灣國際豬腳節 饗宴屏東狂放趴蹄
- 2015 世界棒球12強賽護衛直播派對
- 2015 吳汶芳記者會
- 2015～現今 網路直播節目<當我們喇在一起>
- 2016 星空電音清淨跨年迎雪派對
- 2016 榮剛集團年終尾牙
- 2016 于美人關懷山區貧困家庭
- 2016 中華足協啟動記者會
- 2016 吳限未來鳳程萬里 星光畢業晚會
- 2016 TVBS國民大會
- 2016 歡樂智多星
- 2016 國光幫幫忙
- 2016 我家有個總舖師
- 2016 麻辣天后鑽記者會
- 2016 玩美的人類
- 2016 賭城之夜 世達商務集團星巴士國際娛樂年終饗宴
- 2016 台北春季國際美容化妝品展
- 2016 中天娛樂台 就是娛樂記者會
- 2016 命運好好玩
- 2016 金鐘51 旺旺中時媒體集團慶功晚宴
- 2017 5與倫比 音為有你 RC娛樂五週年度盛典
- 2017 擴散希望元氣東北 公益棒球賽
- 2017 微博一直播 網路節目<娛樂嘿新聞>
- 2017 天天樂財神記者會
- 2017 桃園蘆竹創意季記者會
- 2017 舞動生命慈善公益演唱會
- 2017 名模星任務記者會
- 2017 網路節目<明星直播拍賣會>
- 2017 華山基金會愛老人動起來公益活動
- 2017 黃子韜 亞洲巡迴演唱會澳門站慶功宴
- 2017 第28屆金曲獎新聞中心主持人
- 2017 進辣看3小簽書記者會主持人
- 2017 北橫探險節主持人
- 2017 豬哥亮永恆歌廳秀
- 2017 李杏慶生會
- 2017 苗栗海洋觀光季

## 參與演出

### 電視劇
- 2001 貧窮貴公子
- 2004 戰神
- 2005 愛情魔戒
- 2006 天命真女
- 2007 北京電視台摩登公元後
- 2010 幸福一定強
- 2011  幸福最晴天
- 2011 萌學園三魔法號令飾哈哈省
- 2011 幸福三顆星

### 電影
- 2001 神探兩個胖
- 2002 大狗來了

### 廣告
- 2001 NISSAN汽車刺青篇, 維他露汽水
- 2002 董氏基金會 戒菸廣告
- 2003 無敵翻譯機
- 2013 旺比優

### 音樂錄影帶
- 1999 楊千樺-失戀日記
- 2000 蘇芮-愛就這麼來
- 2017小A辣林進-我的菜

## 外部連結
- 蜆仔-劉俊峰 Facebook粉絲專頁 （页面存档备份，存于）
- 蜆仔-IG
- 蜆仔五分埔兼差 搬貨度小月 （页面存档备份，存于）